# Stardust (tàu vũ trụ)
Tàu vũ trụ Stardust là một tàu vũ trụ của NASA. Năm 2011, nó đã bay qua sao chổi Tempel 1 để chụp hình miệng hố do tàu Deep Impact tạo ra. Đây là một tàu robot có trọng lượng 300 kg.
Con tàu này được NASA phóng vào ngày 7 tháng 2 năm 1999 để nghiên cứu tiểu hành tinh 5535 Annefrank và sưu tập các mẫu từ đầu sao chổi của sao chổi 81P/Wild. Nhiệm vụ đầu tiên đã hoàn thành vào ngày 15 tháng 1 năm 2006 khi đầu mang khí cụ sample return trở về Trái Đất. Vận hành trong 12 năm và 14 ngày, Stardust đã bay qua sao chổi Tempel 1 vào ngày 15 tháng 2 năm 2011.